# 花フェスタ'95ぎふ
『花フェスタ'95ぎふ』(はなフェスタ95'ぎふ) は、1995年4月26日から6月4日まで、岐阜県可児市の岐阜県営可児公園で開催された地方博覧会。
来場者数は当初50万人を見込んでいたが、積極的な宣伝の効果や他に競合するイベントがなかったこと、概ね晴天に恵まれたことなどが幸いし、予想を遥かに上回る来場者が訪れた。入場者の7割以上が女性であり、リピーターが多かったのも特徴である。

## 開催の経緯
花フェスタ'95ぎふは、1990年に大阪で開催された国際花と緑の博覧会と、その理念を継承して同年より県内で施策された「花の都ぎふ」運動の5周年を記念して開催された。自然の大切さを認識し自然と人間の共生のための知識を得る場とすると共に、花の都ぎふ運動の成果を喧伝し更なる推進の契機とすることを目的とした。
会場となった県営可児公園には花トピア（岐阜県花き総合指導センター）が設置されており、花の都ぎふ運動の中核拠点と位置付けられていた。岐阜県はバラの苗の生産量日本一を誇っており、イベントの目玉としてバラ園を整備。ぎふ中部未来博に続く岐阜県の一大イベントとして、全県を挙げてのPRが行われた。

## 概要
- 会場面積　約74.6ha
- 総事業費　収入34億9112万円、支出24億8684万円（約10億円の黒字）
- 入場料　大人1,200円、高校生・シルバー1,000円、小中学生800円
- 入場者数　191万5657人（県内と県外の比は4:6，目標50万人）
- イメージソング　「恋はMerry Merry Flower」（This Time）

## テーマ
- テーマ　未来へ－花・夢・人
- キャッチフレーズ　地に花、人に愛

## マスコットキャラクター
マスコットキャラクターの「ゆめかちゃん」「ゆめとくん」は花と緑を擬人化した花の妖精で、イベントの理念である人間と自然の共生をイメージした。イベントが終了した現在も花フェスタ記念公園のマスコットキャラクターとして引き続き使用されている。

## 施設・パビリオン
イベントのテーマに合わせて「花のゾーン」「夢のゾーン」「人のゾーン」に区分された。
計画当初より施設の恒久利用が念頭に置かれており、施設の多くは閉幕後も引き続き利用されている。

### 花のゾーン
自然の景観を生かしながら様々な花飾りが施され、自然との共生をアピールするゾーン。
- 日本一のバラ園 - イベントの目玉。当時日本では珍しかったオールドローズやイングリッシュローズをはじめ、公称1,100品種40,000本のバラが植えられた。
- ハーブ園 - ラベンダーを始め、代表的なハーブ23種10,000本が植えられた。
- 地球花壇 - 県内99市町村によってデザインされた花壇で、地球と虹をモチーフに直径58mのサークル状に花壇が配置された。
- 霧のプレリュード - 高さ25mの階段状の滝から人工的に霧を発生させる仕組みになっており、花と水の芸術を演出した。
- 花いかだの池・愛のプロムナード - 花いかだ17基と、花で飾った鵜舟・観覧船が池に浮かべられた。
- 東グラデーション花壇
- アスレチック道場
- 大きな芝生広場

### 夢のゾーン
花の都ぎふの未来を象徴し、花と緑の暮らしを提案するゾーン。
- 花のタワー - 花の海に浮かぶ船をイメージした高さ45mのタワー。花の地球館とあわせて大野秀敏が設計を手掛け、会場のランドマークとなった。
- 花の地球館 - イベントのテーマ館。様々なテーマのもと企画展示が行われ、21世紀のライフスタイルを提案した。
- 花トピア - 花のディスプレイや温室での観葉植物の展示の他、作品展やカルチャー教室も開催された。
- アースギャラリー - 花のタワーと花トピアを繋ぐ連絡通路に設けられ、地球の46億年の歴史を自然の美をモチーフとして紹介した。
- 花の芸術アベニュー - 県内50の団体・農林学校・企業の花壇が設置された。
- バザール広場

### 人のゾーン
イベントスペースやパビリオンなど人々が集う場に花のオブジェを配し、賑わいや華やかさを演出するゾーン。
- 花夢館 - 12の企業・団体が出展するパビリオンで、後の愛知万博の構想を紹介するパビリオンもあった。
- 華やか館 - バーチャルリアリティやハイビジョンなど当時の先端技術を用いて21世紀のライフスタイルや生活シーンを紹介した。
- 可児市館 - 3Dフレグランスシアターと銘打って立体映像に香りを付けた演出で、「みつばちビーのワンダートリップ」というシアターが上映された。
- プリンセスホール雅 - 800席収容の木造イベントホールで、240インチ相当のジャンボトロンが設置された。一般の団体だけでなく、加藤登紀子，西田ひかる，さだまさし，吉本興業所属タレントといった当時の人気芸能人もライブを行った。
- 花の日本列島（都道府県花壇）
- ふるさと日本一広場
- 楽市楽座・花の屋台横丁
- ちびっこ広場
- 西グラデーション花壇

## FMローズバレー
イベント期間中にイベント放送局として開設された。運営は可児市の青年会議所と地域のボランティアスタッフが中心となって行った。
- 放送局名　花フェスタ'95イベント放送局
- 愛称　FMローズバレー
- コールサイン　JODZ-FM
- 周波数　79.3MHz
- 送信出力　100W
- 放送期間　1995年4月26日（開幕日）～6月4日（閉幕日）

## 交通
- 直通バス－JR可児駅、名鉄新可児駅
- マイカー－多治見インターチェンジより約11km、土岐インターチェンジより約20km
  - 会場及び周辺には8,500台分（内3,500台分は土日祝日用の臨時）の駐車場が用意されていた
- 徒歩－名鉄明智駅より徒歩約30分

## 問題点
- 当初は総来場者数を50万人、一日辺りのピークを55,000人と想定し、それに合わせた施設・人員を整えていた。しかし現実には総来場者数は4倍近く、一日の最高入場者数も倍近い98,233人（5月27日）であった。そのためトイレや休憩場を始めとした施設は完全に不足。急遽増設したものの不足は解消されなかった。
- また駐車場や道路などのインフラも不十分であり、ピーク時には会場周辺のみならず隣町まで渋滞が続いた。周辺では交通渋滞によって売上が減少した店もあり、そのことが中日新聞で報道された。
- 「日本一のバラ園」をイベントの目玉としていたが、他にも数多くあるばら園と比較して何を以って日本一なのか、との声もあった。

## 閉幕後の動き
- 閉幕後のインタビューの中で、岐阜県知事の梶原拓は公園を花フェスタ記念公園として、世界一のバラ園に育てる方針を示した。その言葉通り、イベント後の整備期間を挟んだ翌1996年4月26日の再オープン時に改称。後に開催された花フェスタ2005ぎふの際には7,000品種60,000本と品種数では世界一のバラ園に整備され、構想は実現された。
- イベントが契機となり、会場となった可児市と北マリアナ諸島ロタ島との間で1995年8月20日に友好都市提携が締結された。これは可児市にとっては初めての都市交流提携である。